# Ziggo Dome
De Ziggo Dome is een concertzaal in Amsterdam-Zuidoost, direct naast de Johan Cruijff ArenA en het woonwinkelcentrum Villa Arena. Het biedt plaats aan 17.000 bezoekers; 6.300 op de vloer en de overigen op de twee ringen met tribunes.

## Geschiedenis
Wat begon als idee van twee heren uitkijkend op een parkeerterrein naast de ArenA, leidde tot een plan genaamd Music Dome. Dit was aanvankelijk de werktitel van het gebouw totdat Ziggo, een aanbieder van televisie en telecommunicatie in Nederland, tijdens de voorbereidingen van de bouw, in 2009 aangetrokken werd als naamgevend sponsor. Destijds een opvallende stap voor Ziggo, omdat de latere Ziggo Dome zich midden in het verzorgingsgebied van de andere grote kabelmaatschappij, UPC, bevond. 
Marco Borsato was op 24 juni 2012 de eerste artiest die optrad in de eerder die maand opgeleverde Ziggo Dome. Twee dagen later trad de eerste buitenlandse artiest er op; de Amerikaanse rockband Pearl Jam.
In de jaren die volgden wisten meer (inter)nationale artiesten hun weg naar de Ziggo Dome te vinden. Op 10 november 2013 werden de MTV EMA-Awards uitgereikt in de Ziggo Dome. Op 16 en 19 december van datzelfde jaar verving de Ziggo Dome het Arnhemse GelreDome als locatie voor de Symphonica in Rosso-concerten van Anouk, omdat die wegens stemproblemen tweemaal niet kon optreden in het GelreDome. Daarom werden de concerten op een later moment in de Ziggo Dome alsnog gegeven. Vanaf 2015 werd de Ziggo Dome de permanente locatie voor de Symphonica in Rosso-concertreeksen.
Door de jaren heen kwamen er steeds meer jaarlijks terugkerende evenementen bij voor de Ziggo Dome. Zo organiseert Radio 538 sinds 2012 het 538 Jingle Ball, een groots kerstspektakel. Sinds 2013 is de Ziggo Dome gastheer van Holland zingt Hazes, waarbij bekende Nederlandse artiesten hits van André Hazes zingen. Ook vindt er in december jaarlijks het Muziekfeest van het jaar plaats, een concert waarbij vele Nederlandse artiesten optreden. Dit evenement wordt op oudejaarsavond op TV uitgezonden, waarbij tevens wordt afgeteld naar het nieuwe jaar. Ook vindt sinds 2022 jaarlijks The Tribute - Live in Concert plaats waarin de finalisten van het SBS6-programma The Tribute: Battle of the Bands optreden. Een ander jaarlijks terugkerend evenement is Het Grote Songfestivalfeest, dat sinds 2019 jaarlijks in december plaatsvindt. Hierbij treden diverse artiesten op die ook tijdens het Eurovisiesongfestival hebben opgetreden. Ook dit evenement wordt op TV uitgezonden.

## Architectuur
De Ziggo Dome is ontworpen door Benthem Crouwel Architekten. Hoewel de naam Dome verwijst naar een koepel, zijn er geen ronde vormen. Het gebouw heeft de vorm van een vierkant blok; de grootte is 90 bij 90 meter, met een hoogte van 30 meter. Aan de buitenkant is de Ziggo Dome, op een zwarte achtergrond, volledig bekleed met 840.000 ledlampen, waar videobeelden op getoond kunnen worden. Het gebouw is ontworpen voor versterkte muziek, maar is multi-inzetbaar en is ook geschikt voor tennis- en korfbalwedstrijden, een olympisch zwembad of een ijsbaan. Van 2015 t/m 2019 werd hier de Korfbal League-finale gespeeld(deze wordt normaal gesproken gespeeld in Ahoy in Rotterdam).